# Pachnoda viridiflua
Pachnoda viridiflua är en skalbaggsart som beskrevs av Ernst Gustav Kraatz 1900. Pachnoda viridiflua ingår i släktet Pachnoda och familjen Cetoniidae. Inga underarter finns listade i Catalogue of Life.